# San Pablo de las Salinas
San Pablo de las Salinas is een plaats in de Mexicaanse staat Mexico. San Pablo de las Salinas heeft 160.432 inwoners (census 2005) en is gelegen in de gemeente Tultitlán.